# Xoc tèrmic
|  | Per a altres significats, vegeu «xoc tèrmic (biologia)». |

El concepte de xoc tèrmic fa referència al trencament d'algun material al patir un canvi dràstic de temperatura. Succeeix quan un material sòlid es trenca en sotmetre's a un brusc augment o descens de la temperatura. Objectes de vidre o ceràmica són vulnerables a aquest efecte a causa del seu baix nivell de tenacitat, a la seva baixa conductivitat tèrmica i al seu alt coeficient d'expansió tèrmica. La variació de temperatura causa que diferents parts d'un objecte s'expandeixin més que altres, fent que la tensió de l'objecte no sigui prou fort i llavors es trenca. Un exemple comú és, en els laboratoris, en utilitzar bany maria.
La ceràmica i els vidres de borosilicat, com el pyrex, estan fets per resistir a un col·lapse tèrmic millor que altres materials, gràcies a la seva combinació d'un coeficient d'expansió baix i una alta duresa. En el cas de la ceràmica, es compta amb un coeficient d'expansió negatiu.
El carboni reforçat és extremadament resistent a un col·lapse tèrmic a causa de la tan elevada conductivitat tèrmica del grafit, al seu baix coeficient d'expansió i a la duresa de la fibra de carboni (la qual és un dels components del carboni reforçat).